# Olympische Sommerspiele 1928/Leichtathletik – Marathon (Männer)
Der Marathonlauf der Männer bei den Olympischen Spielen 1928 in Amsterdam wurde am 5. August 1928 ausgetragen. 69 Athleten nahmen teil, 57 von ihnen erreichten das Ziel.
Olympiasieger wurde der Franzose Boughera El-Ouafi vor dem Chilenen Manuel Plaza. Bronze ging an den Finnen Martti Marttelin.

## Bestehende Rekorde
Offizielle Rekorde wurden damals in dieser Disziplin außer bei Meisterschaften und Olympischen Spielen aufgrund der unterschiedlichen Streckenbeschaffenheiten nicht geführt.
| Weltbestzeit       | 2:29:01,8 h | Albert Michelsen ( USA)        | Port Chester, USA     | 12. Oktober 1925 |
| Olympischer Rekord | 2:32:35,8 h | Hannes Kolehmainen ( Finnland) | OS Antwerpen, Belgien | 22. August 1920  |

Der bestehende olympische Rekord wurde hier in Amsterdam um 21,2 Sekunden verfehlt.

## Streckenführung

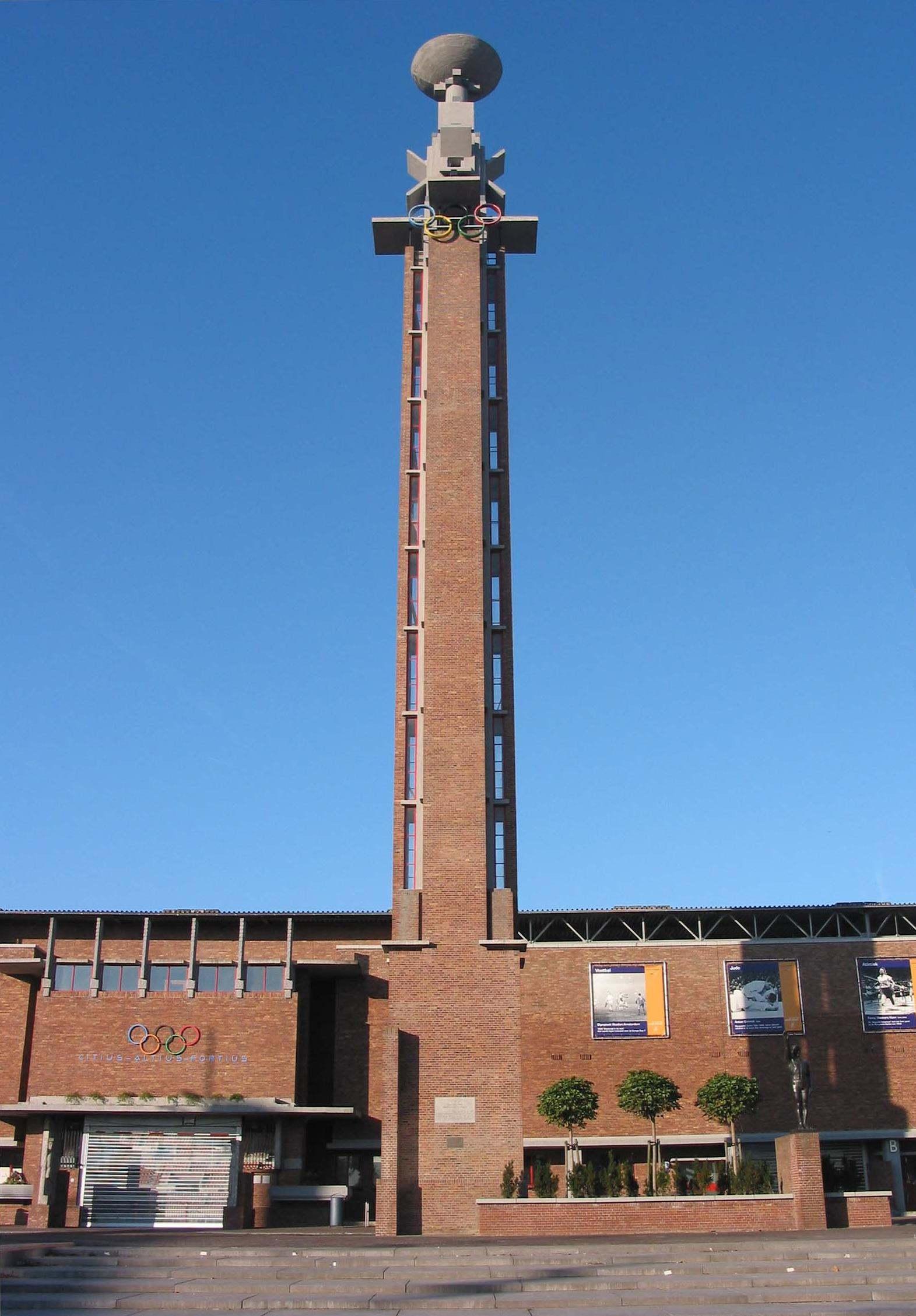
Die Läufer verließen das Stadion links vom Marathontoren

Gestartet wurde im Olympiastadion Amsterdam, welches nach weniger als einer Runde verlassen wurde. Über den Stadionplein ging es dann ostwärts zum Amsteldijk. Die Route drehte nach Süden ab und verlief Richtung Ouderkerk, dann in südwestlicher Richtung nach Uithoorn. Nun ging es wieder Richtung Norden bis zum Amsteldijk. Von dort führte die Strecke zurück zum Olympiastadion, in dem die Läufer noch eine abschließende Runde zu absolvieren hatten.

## Das Rennen

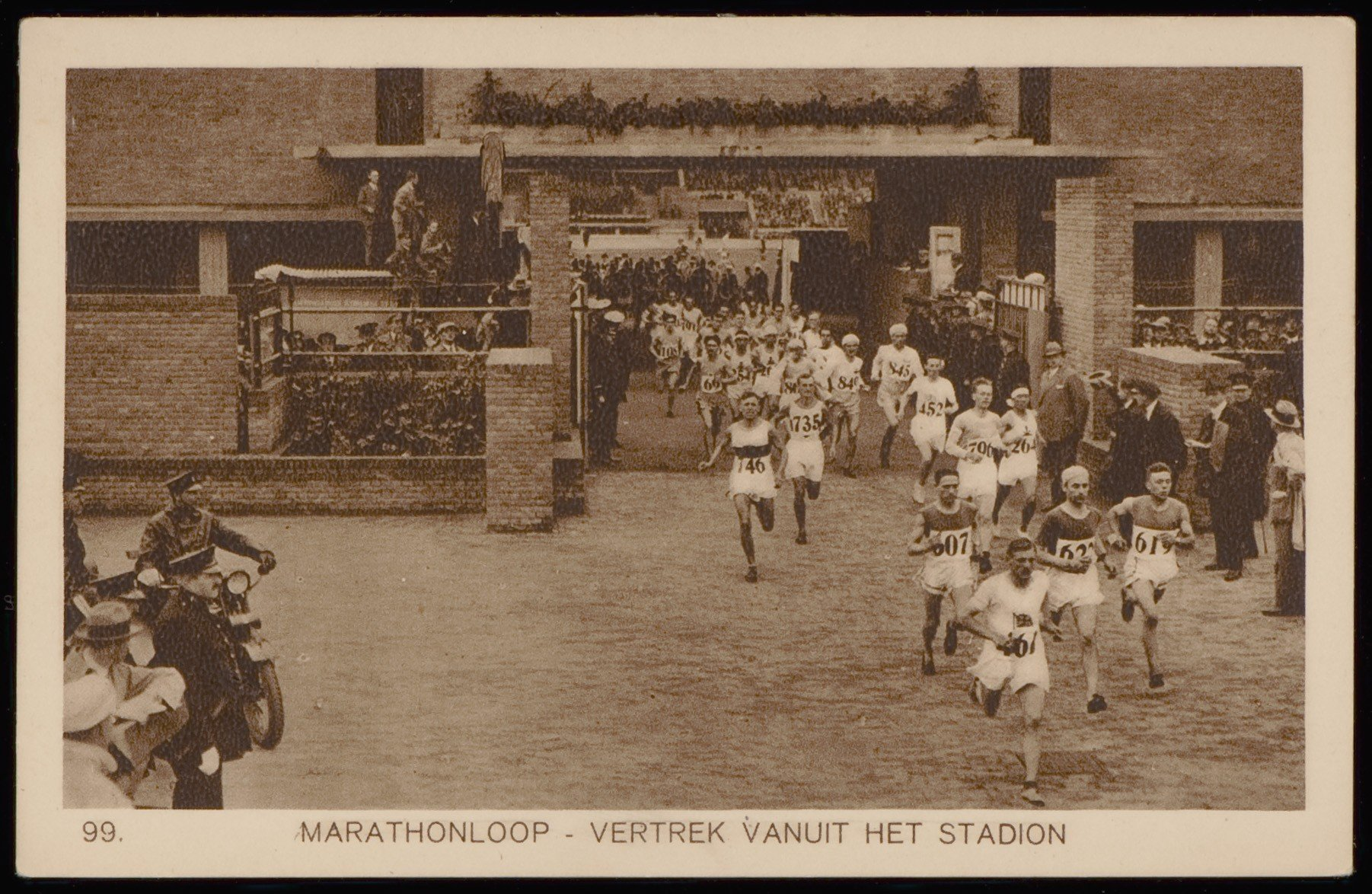
Die Marathonläufer verlassen nach dem Start das Stadion

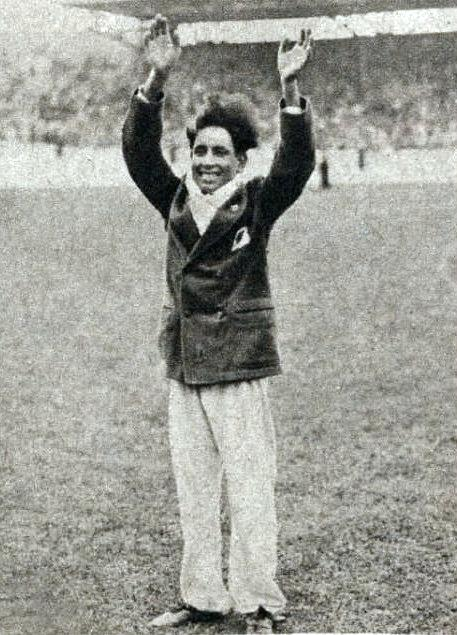
Olympiasieger Boughera El-Ouafi

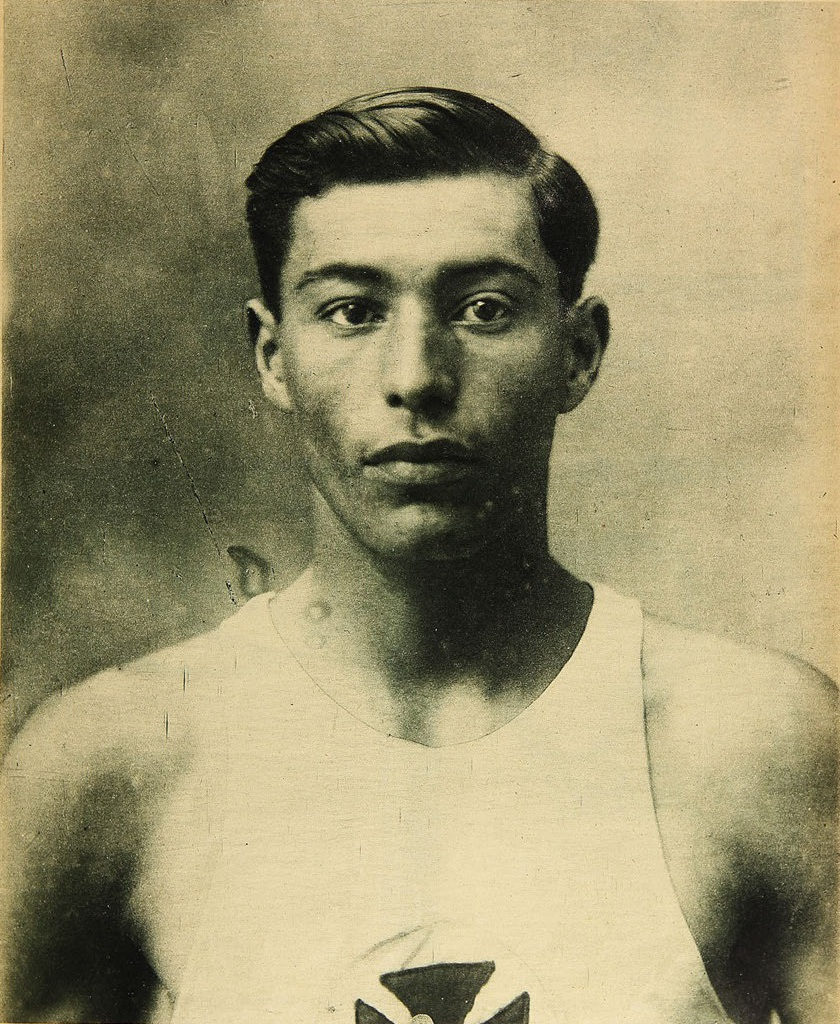
Mit Silber errang Manuel Plaza die erste Olympiamedaille für Chile

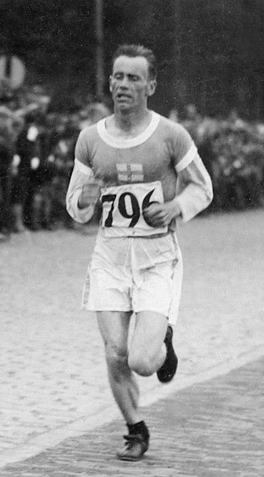
Bronzemedaillengewinner Martti Marttelin

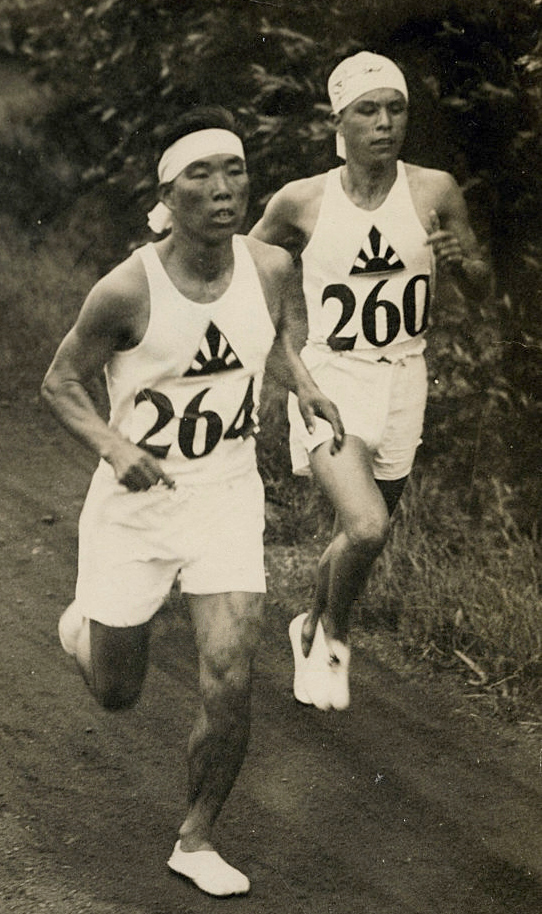
Kanematsu Yamada (links, Rang vier) und Seiichiro Tsuda (Rang sechs)

Datum: 5. August, 15:14 Uhr
| Platz | Name                 | Nation                | Zeit      | Anmerkung |
| ----- | -------------------- | --------------------- | --------- | --------- |
| 1     | Boughera El-Ouafi    | Frankreich            | 2:32:57 h |           |
| 2     | Manuel Plaza         | Chile                 | 2:33:23 h |           |
| 3     | Martti Marttelin     | Finnland              | 2:35:02 h |           |
| 4     | Kanematsu Yamada     | Japan                 | 2:35:29 h |           |
| 5     | Joie Ray             | USA                   | 2:36:04 h |           |
| 6     | Seiichiro Tsuda      | Japan                 | 2:36:20 h |           |
| 7     | Yrjö Korholin-Koski  | Finnland              | 2:36:40 h |           |
| 8     | Sam Ferris           | Großbritannien        | 2:37:41 h |           |
| 9     | Albert Michelsen     | USA                   | 2:38:56 h |           |
| 10    | Clifford Bricker     | Kanada                | 2:39:24 h |           |
| 11    | Harry Wood           | Großbritannien        | 2:41:15 h |           |
| 12    | Verner Laaksonen     | Finnland              | 2:41:35 h |           |
| 13    | Harry Payne          | Großbritannien        | 2:42:39 h |           |
| 14    | Eino Rastas          | Finnland              | 2:43:08 h |           |
| 15    | Väinö Sipilä         | Finnland              | 2:43:08 h |           |
| 16    | Alois Krof           | Tschechoslowakei      | 2:43:18 h |           |
| 17    | Johnny Miles         | Kanada                | 2:43:32 h |           |
| 18    | Léon Broers          | Belgien               | 2:44:37 h |           |
| 19    | Hans Stelges         | Deutsches Reich       | 2:45:27 h |           |
| 20    | Dunky Wright         | Großbritannien        | 2:45:30 h |           |
| 21    | Herbert Bignall      | Großbritannien        | 2:45:44 h |           |
| 22    | Ernie Harper         | Großbritannien        | 2:45:44 h |           |
| 23    | Jean Gérault         | Frankreich            | 2:46,08 h |           |
| 24    | Ilmari Kuokka        | Finnland              | 2:46:34 h |           |
| 25    | Gustav Kinn          | Schweden              | 2:47:35 h |           |
| 26    | Silas McLellan       | Kanada                | 2:49:33 h |           |
| 27    | Clarence DeMar       | USA                   | 2:50:42 h |           |
| 28    | Marcel Denis         | Frankreich            | 2:51:15 h |           |
| 29    | Guillaume Tell       | Frankreich            | 2:51:18 h |           |
| 30    | Henri Landheer       | Niederlande           | 2:51:59 h |           |
| 31    | Paul Hempel          | Deutsches Reich       | 2:52:01 h |           |
| 32    | Aurelio Terrazas     | Mexiko                | 2:52:22 h |           |
| 33    | František Zyka       | Tschechoslowakei      | 2:52:42 h |           |
| 34    | Giuseppe Ferrera     | Königreich Italien    | 2:53:10 h |           |
| 35    | José Torres          | Mexiko                | 2:54:00 h |           |
| 36    | Johan Støa           | Norwegen              | 2:54:15 h |           |
| 37    | Théophilus Steurs    | Belgien               | 2:54:48 h |           |
| 38    | Artūrs Motmillers    | Lettland              | 2:56:45 h |           |
| 39    | James Henigan        | USA                   | 2:56:50 h |           |
| 40    | Martinus Steytler    | Südafrikanische Union | 2:57:21 h |           |
| 41    | Harvey Frick         | USA                   | 2:57:24 h |           |
| 42    | Jean Linsen          | Belgien               | 2:58:08 h |           |
| 43    | Frank Hughes         | Kanada                | 2:58:12 h |           |
| 44    | William Agee         | USA                   | 2:58:50 h |           |
| 45    | Percy Wyer           | Kanada                | 2:58:52 h |           |
| 46    | Georg Hoerger        | Deutsches Reich       | 2:59:01 h |           |
| 47    | Kurt Schneider       | Deutsches Reich       | 2:59:36 h |           |
| 48    | Juichi Nagatani      | Japan                 | 3:03:34 h |           |
| 49    | József Galambos      | Ungarn                | 3:05:58 h |           |
| 50    | Paul Gerhardt        | Deutsches Reich       | 3:09:30 h |           |
| 51    | Gottlieb Bach        | Dänemark              | 3:10:10 h |           |
| 52    | Emilio Ferrer        | Spanien               | 3:11:05 h |           |
| 53    | Dimitrije Stefanović | Jugoslawien           | 3:11:35 h |           |
| 54    | Joop Vermeulen       | Niederlande           | 3:13:47 h |           |
| 55    | Pleun van Leenen     | Niederlande           | 3:14:37 h |           |
| 56    | Jean Marien          | Belgien               | 3:16:13 h |           |
| 57    | Willem van der Steen | Niederlande           | 3:19:53 h |           |
| DNF   | Romeo Bertini        | Königreich Italien    |           |           |
| DNF   | Vilis Cimmermans     | Lettland              |           |           |
| DNF   | Attilio Conton       | Königreich Italien    |           |           |
| DNF   | Vintilǎ Cristescu    | Rumänien              |           |           |
| DNF   | Axel Elofs           | Schweden              |           |           |
| DNF   | Bram Groeneweg       | Niederlande           |           |           |
| DNF   | Karl Laas            | Estland               |           |           |
| DNF   | Aksel Madsen         | Dänemark              |           |           |
| DNF   | Stefano Natale       | Königreich Italien    |           |           |
| DNF   | Orla Olsen           | Dänemark              |           |           |
| DNF   | Teunis Sprong        | Niederlande           |           |           |
| DNF   | Franz Wanderer       | Deutsches Reich       |           |           |

Die Wetterbedingungen zum Startzeitpunkt waren mild. Bei Temperaturen um die 16 °C lag die Luftfeuchtigkeit bei 93 % bei Windstärke vier. Das Rennen wurde gestartet, während ein Spiel des Demonstrationswettbewerbs Lacrosse stattfand. Die Stadionrunde führte zunächst der einarmige Südafrikaner Martinus Steytler an. Auf dem Weg zum Amsteldijk bildete sich eine Spitzengruppe mit dem US-Läufer Joie Ray, den Belgiern Jean Marien und Jean Linsen sowie dem Briten Ernie Harper. Am Amsteldijk, hatte der Japaner Kanematsu Yamada aufgeschlossen und übernahm nun die Führung.
Noch vor Ouderkerk hatten sich der Deutsche Franz Wanderer sowie die Finnen Eino Rastas, Martti Marttelin und Yrjö Korholin-Koski nach vorne geschoben, wurden aber in Ouderkerk vom Belgier Linsen überholt. Das Tempo war auf Grund des herrschenden Rückenwindes recht hoch. Als es wieder nach Norden ging, wurde das Feld langsamer, da es nun dem Gegenwind ausgesetzt war. Kurz nachdem die Läufer nach Norden abgebogen waren, führte Linsen vor Wanderer sowie den Japanern Seichiiro Tsuda und Nagatani. Dahinter folgten Ray, Clifford Bricker und Albert Michelsen, Inhaber der Weltbestzeit. Wanderer ging nun an die Spitze, gefolgt von Ray, Yamada, Laasonen, Marttelin, Rastas und Nagatani.
In Uithoorn wechselte die Führung wieder. Nun gingen die Japaner Tsuda und Yamada nach vorn. Marttelin, Bricker und Ray konnten folgen. Diese Reihenfolge blieb bis zur Ankunft am Amsteldijk bestehen. Während Tsuda langsamer wurde, ging Ray auf Platz zwei vor. Jetzt kam der Franzose Boughera El-Ouafi auf, gefolgt von dem Chilenen Manuel Plaza. Ray übernahm die Spitze, wurde jedoch bald von Yamada überholt. El-Ouafi schloss zu diesem Duo auf, als Yamada von Krämpfen geplagt stürzte. El-Ouafi, Plaza und Marttelin zogen an Yamada, der das Rennen noch fortsetzen konnte, vorbei. Auch Ray bekam nun Muskelkrämpfe.
El-Ouafi war der erste Läufer, der ins Stadion kam. 26 Sekunden später folgte Plaza, dann Marttelin. Yamada schaffte es noch auf Platz vier. Diese Reihenfolge veränderte sich nicht mehr. El-Ouafi verfehlte den olympischen Rekord des Finnen Hannes Kolehmainen von 1920 nur um 22 Sekunden.
Boughera El-Ouafi schaffte den ersten französischen Sieg im olympischen Marathonlauf.
Manuel Plaza gewann die erste chilenische Medaille bei Olympischen Spielen.

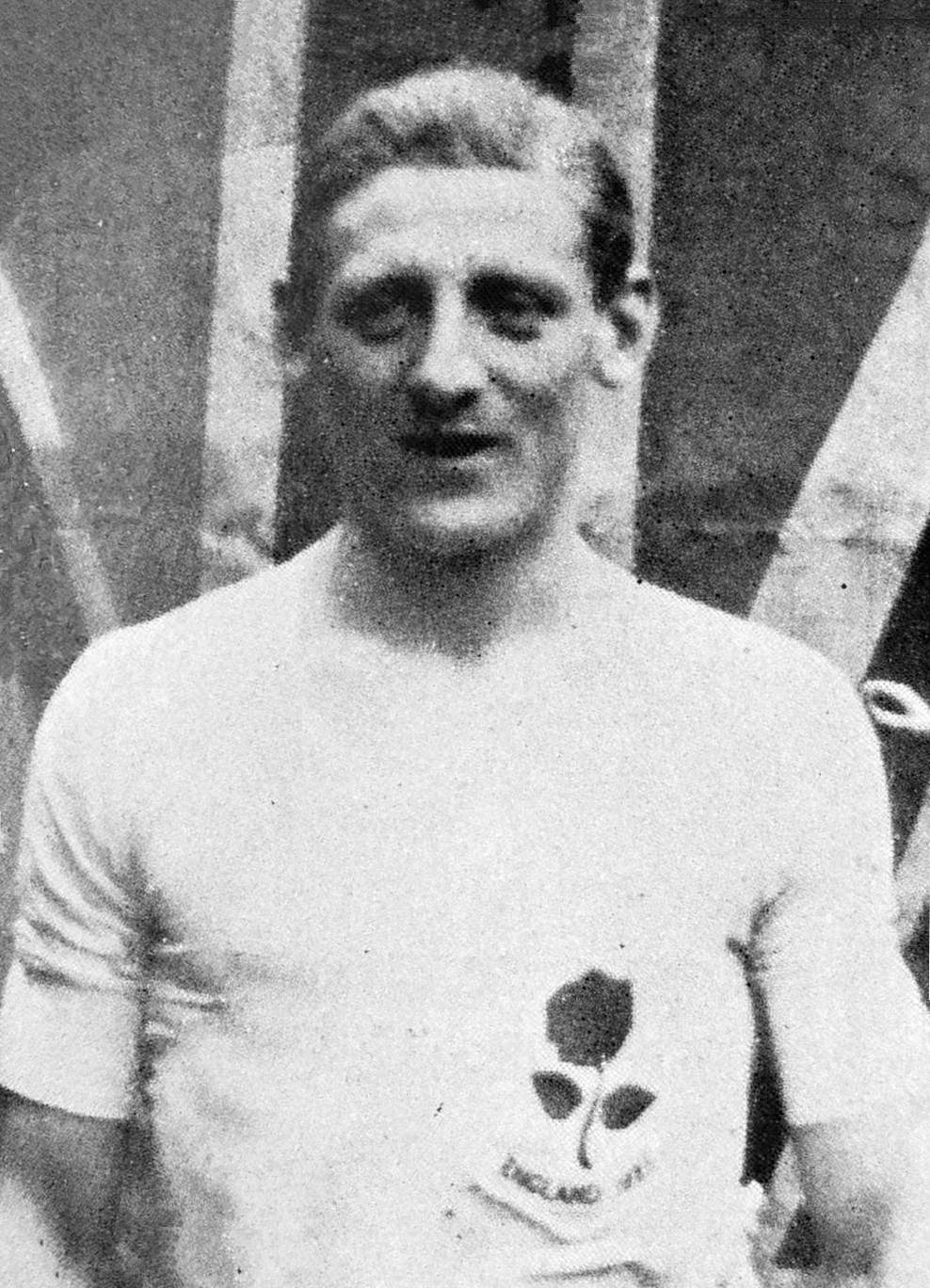
Ernie Harper erreichte Platz 22
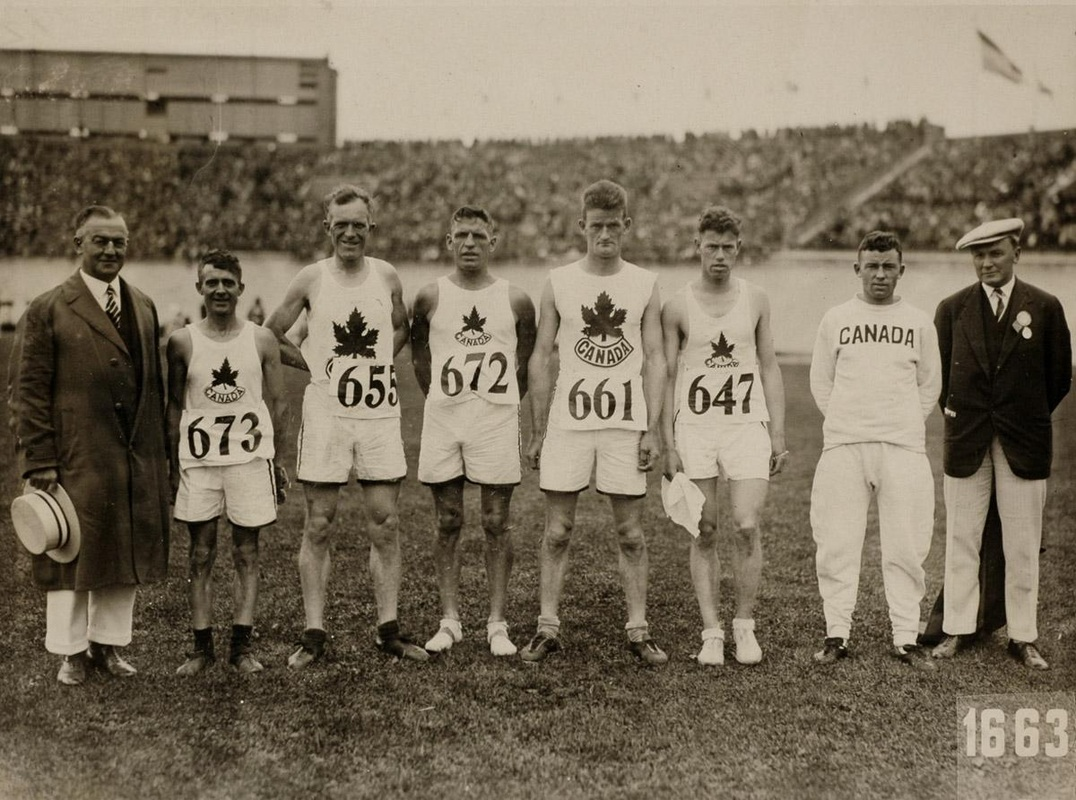
Silas McLellan (Nr. 661) belegte Rang 26
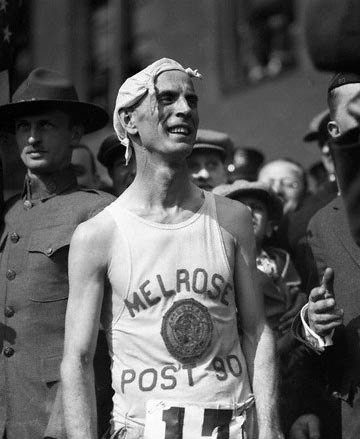
Clarence DeMar – nach Bronze 1924 diesmal nur Platz 27
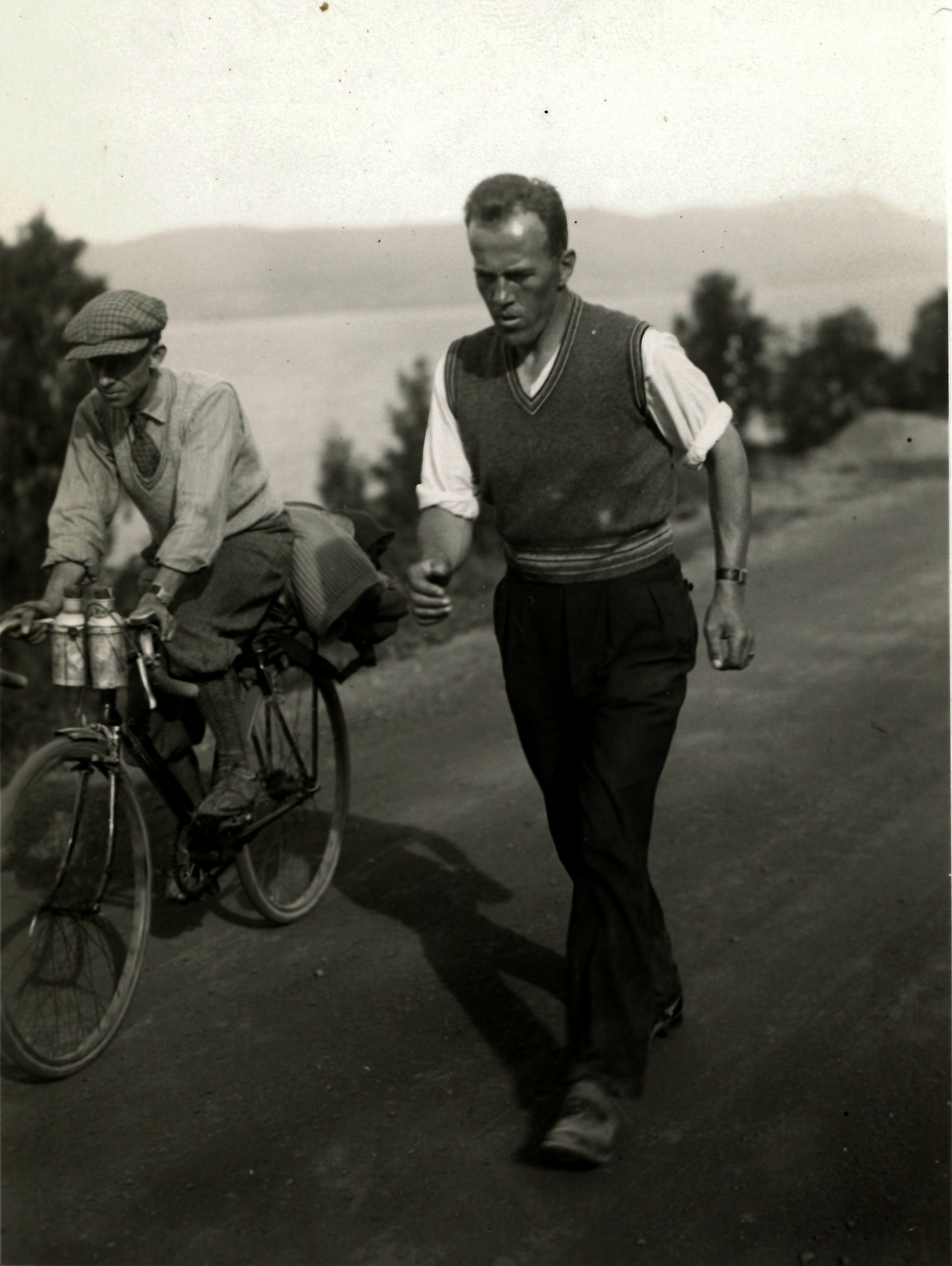
Rang 36 für den Multisportler Johan Støa
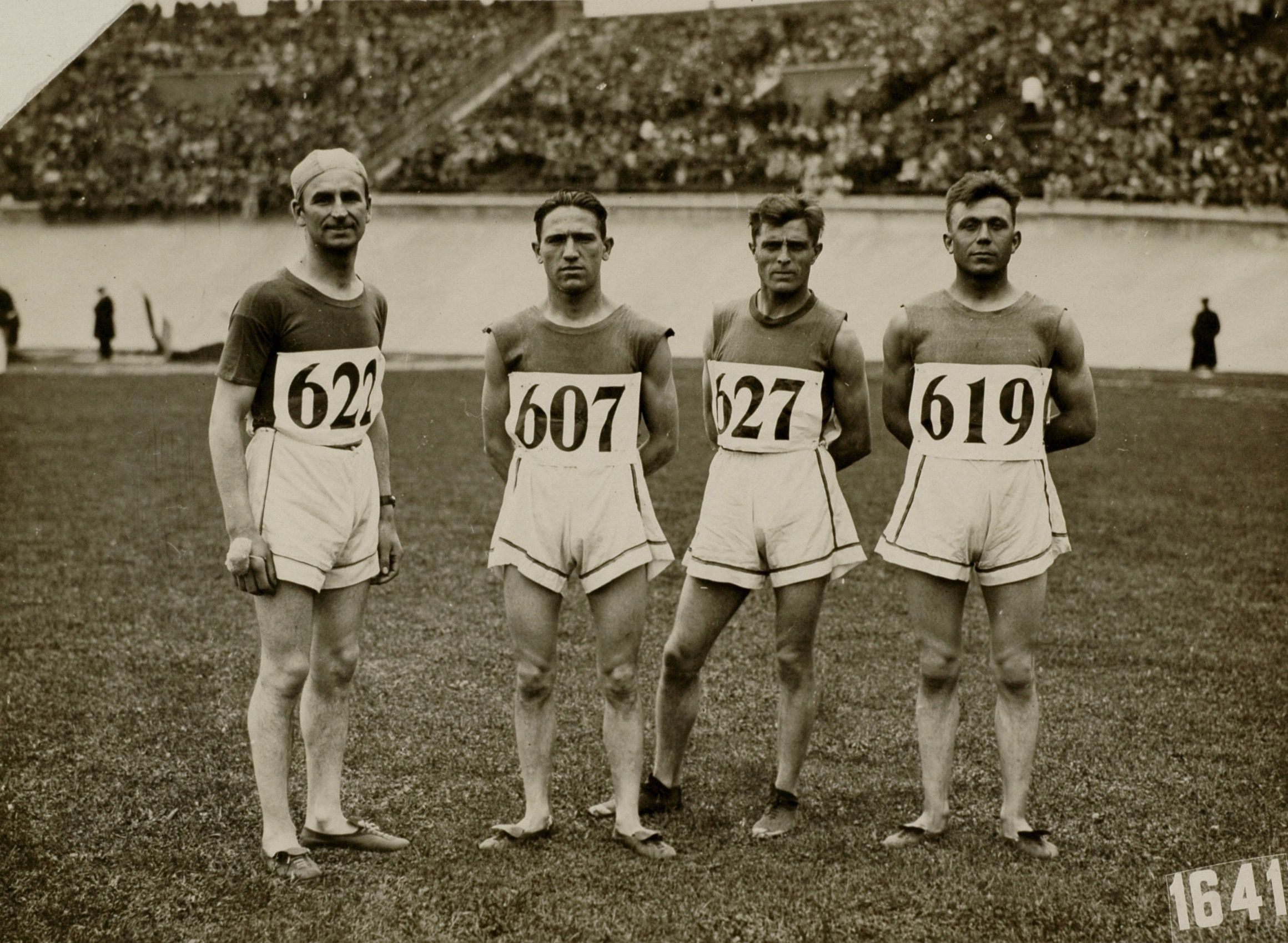
Die belgischen Starter (v. l. n. r.): Jean Marien (56.), Léon Broers (18.), Théophilus Steurs (37.) und Jean Linsen (42.)
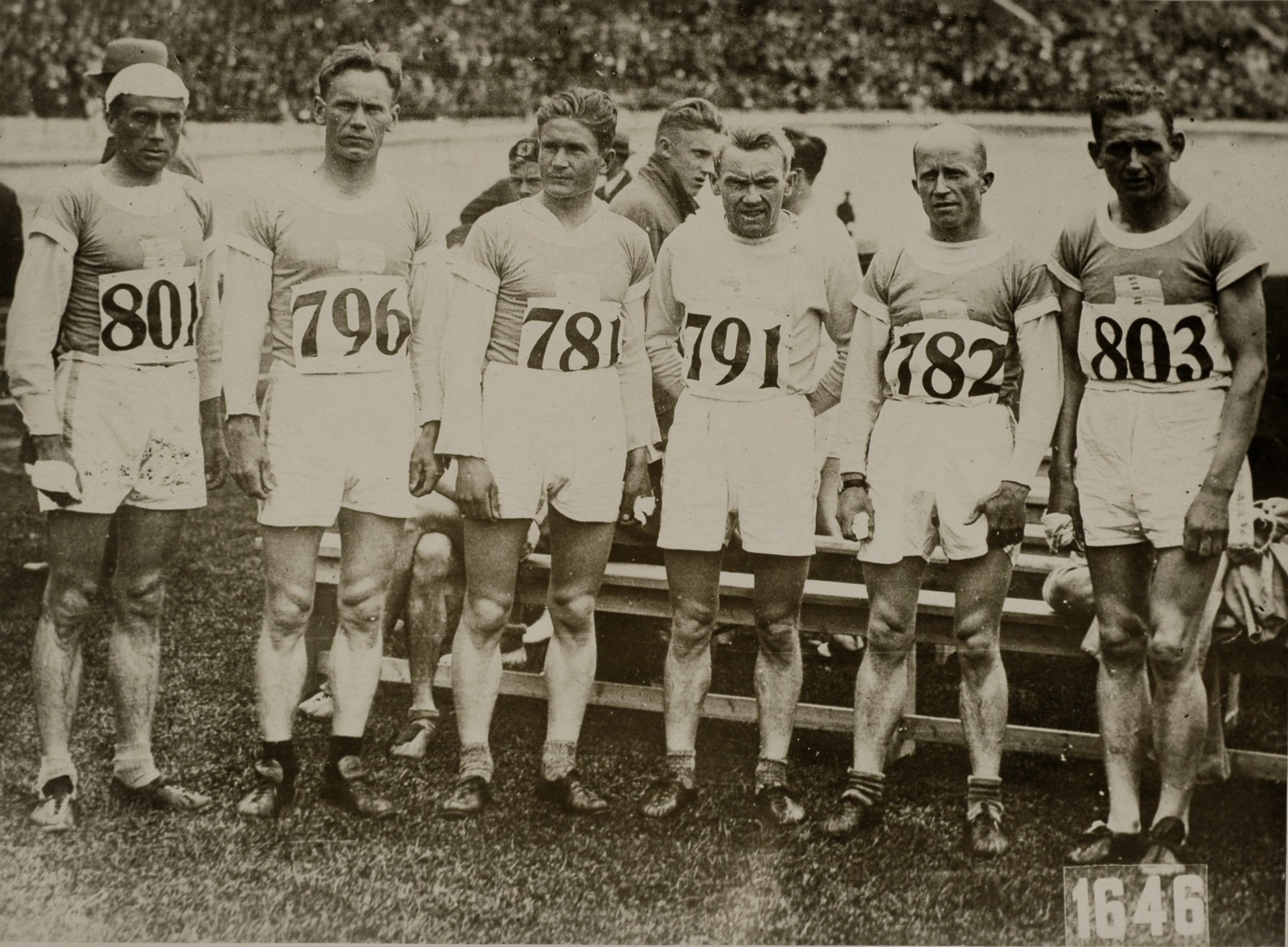
Das finnische Team (v. l. n. r.): Eino Rastas (14.), Martti Marttelin (3.) Ilmari Kuokka (24.), Verner Laaksonen (12.), Yrjö Korholin-Koski (7.) Väinö Sipilä (15.)

## Videolinks
- The Marathon Man, youtube.com, abgerufen am 16. Juni 2021
- Many Debuts At The Amsterdam Games - Amsterdam 1928 Olympics, youtube.com, Bereich: 0:45 min bis 0:52 min, abgerufen am 16. Juni 2021
- Amsterdam 1928 osa 3, Bereich 2:12 min bis 4:09 min veröffentlicht am 28. Mai 2009 auf youtube.com, abgerufen am 12. September 2017